# Alain Bouchard (psychologue)
Pour les articles homonymes, voir Alain Bouchard et Bouchard.
Alain Bouchard est un psychologue et journaliste de Montréal. Éditeur du mensuel RG de 1981 à décembre 2008, Alain Bouchard pratique la psychologie (membre de l’Ordre des psychologues du Québec) depuis plus de 35 ans, auprès d’une clientèle principalement gaie. Il a commencé cette carrière en milieu scolaire et communautaire (1971).
Conférencier, éditeur (éditions Homeureux et HMX) et auteur, Alain Bouchard a publié deux essais critiques fondateurs des études gaies et lesbiennes au Québec : Nouvelle approche de l’homosexualité / Style de vie (1977) et Le Complexe des dupes (1980). Dans ce dernier ouvrage, l’auteur expose et dénonce « quelques duperies populaires en matière de sexualité, en particulier d’homosexualité». Il a aussi créé en 1979 le Guide gai du Québec. Comme journaliste, il a aussi collaboré au bimensuel Gay Montreal (1975-1980), au magazine culturel Virus Montréal et à la Revue québécoise de sexologie. Vers l'âge de 15 ans, il écrivait régulièrement pour des hebdos comme La Voix du Lac, Le Lac Saint-Jean, Le Clairon, etc., ainsi que pour des publications francophones en Ontario et dans le Massachusetts (Le Travailleur).
Alain Bouchard est diplômé de l’Université de Tours et de Montpellier (France), de l’Université McGill, de l’Institut Kephart (Colorado) et de l’Université de Montréal où il a commencé une propédeutique au doctorat. En 1974, il a été nommé au Professional Advisory Board de l’International Federation of Learning Disabilities. Intervenant psychosocial sur la question de l’homosexualité, il a organisé à Montréal le 1er Symposium québécois sur l’homosexualité, en avril 1980. Alain Bouchard a été membre à la fois de la National Association of School Psychologists, agissant pour l’organisme comme délégué du Québec à Washington, de l’American Association of Sex Educators, Counselors and Therapists (Washington, États-Unis), et de l’Association canadienne des spécialistes en modification du comportement.
L’apport d’Alain Bouchard à la cause LGBT est considérable. Dès les années 1970, il a « dépoussiéré » plusieurs concepts en vigueur en proposant « une optique positive et critique qui tend à exclure les préjugés, scientifiques et populaires, qui entourent l’homosexualité » et en dotant cette nouvelle perspective d’outils théoriques accessibles. Mais c’est surtout comme éditeur et rédacteur du magazine RG (anciennement Rencontres gaies), que son action est la plus manifeste, à travers trente ans d’action éditoriale militante.
(Ce texte a été d’abord publié dans L’Égalitaire. Il est repris ici partiellement et avec certaines mises à jour.)